# Judendorf-Straßengel
Judendorf-Straßengel è una frazione di 5 843 abitanti del comune austriaco di Gratwein-Straßengel, nel distretto di Graz-Umgebung (Stiria). Già comune autonomo, il 1º gennaio 2015 è stato fuso con gli altri ex comuni di Eisbach, Gratwein e Gschnaidt per costituire il nuovo comune mercato (Marktgemeinde), nel quale la località di Straßengel è capoluogo.